# Kociha
Kociha (in ungherese: Kecege) è un comune della Slovacchia facente parte del distretto di Rimavská Sobota, nella regione di Banská Bystrica.